# Eparquía de Mavelikara
La eparquía de Mavelikara (en latín: Eparchia Mavelikarensis y en inglés: Syro-Malankara Catholic Eparchy of Mavelikara) es una circunscripción eclesiástica de la Iglesia católica en India. Se trata de una eparquía siro-malankar sufragánea de la archieparquía de Trivandrum. Desde el 2 de enero de 2007 su eparca es Joshuah Ignathios Kizhakkeveettil.

## Territorio y organización
La eparquía tiene 4048 km² y extiende su jurisdicción sobre los fieles católicos siro-malankaras residentes en el distrito de Alappuzha y en parte del distrito de Kollam, en el estado de Kerala.
La sede de la eparquía se encuentra en la ciudad de Mavelikara, en donde se halla la Catedral de la Inmaculada Concepción de la Virgen María.
En 2021 en la eparquía existían 96 parroquias agrupadas en 6 distritos eclesiales: Chengannur, Kadampanadu, Kollam, Mavelikara, Puthoor y Kattanam.

## Historia
La eparquía de Mavelikara fue erigida el 2 de enero de 2007 por el archieparca mayor Cyril Baselios Malancharuvil, separando territorio de la archieparquía de Trivandrum luego de la decisión del Sínodo Episcopal de la Iglesia católica siro-malankar y con el consentimiento de la Santa Sede. La inauguración oficial de la eparquía de Mavelikara y la instalación del obispo Joshuah Ignathios Kizhakkeveettil se llevó a cabo en la iglesia de Santa María en Punnamood el 16 de febrero de 2007.

## Estadísticas
Según el Anuario Pontificio 2022 la eparquía tenía a fines de 2021 un total de 27 088 fieles bautizados.
| Año                                                                             | Población            | Población | Población      | Sacerdotes | Sacerdotes    | Sacerdotes    | Bautizados por sacerdote | Diáconos permanentes | Religiosos | Religiosos | Parroquias |
| Año                                                                             | Bautizados católicos | Total     | % de católicos | Total      | Clero secular | Clero regular | Bautizados por sacerdote | Diáconos permanentes | Varones    | Mujeres    | Parroquias |
| ------------------------------------------------------------------------------- | -------------------- | --------- | -------------- | ---------- | ------------- | ------------- | ------------------------ | -------------------- | ---------- | ---------- | ---------- |
| 2007                                                                            | 30 825               | 2 998 325 | 1.0            | 75         | 63            | 12            | 411                      |                      | 3          | 102        | 92         |
| 2009                                                                            | 25 212               | 3 088 224 | 0.8            | 55         | 47            | 8             | 458                      |                      | 10         | 141        | 95         |
| 2012                                                                            | 24 599               | 3 122 961 | 0.8            | 64         | 54            | 10            | 384                      |                      | 12         | 144        | 95         |
| 2013                                                                            | 25 138               | 3 201 574 | 0.8            | 64         | 54            | 10            | 392                      |                      | 12         | 135        | 95         |
| 2016                                                                            | 25 722               | 3 260 000 | 0.8            | 68         | 56            | 12            | 378                      |                      | 14         | 166        | 96         |
| 2019                                                                            | 26 813               | 3 419 540 | 0.8            | 74         | 62            | 12            | 362                      |                      | 14         | 165        | 96         |
| 2021                                                                            | 27 088               | 2 514 397 | 1.1            | 78         | 66            | 12            | 347                      |                      | 14         | 154        | 96         |
| Fuente: Catholic-Hierarchy, que a su vez toma los datos del Anuario Pontificio. |                      |           |                |            |               |               |                          |                      |            |            |            |

## Episcopologio
- Joshuah Ignathios Kizhakkeveettil, desde el 2 de enero de 2007